# チリグモ属
チリグモ属 Oecobius Lucas, 1846 はチリグモ科に属するクモの群。小型でやや扁平なクモである。

## 特徴
体長が1.5mmからせいぜい3mmまでの小柄なクモ。8眼の完性域類のクモで、3爪、篩板がある。書肺は1対で気管系を持つ。体は扁平になっている。背甲はほぼ円形だが多少長さより幅が大きく、また前縁の中央が鼻のような形に突き出す。胸板は横長。下唇は可動で横長。下顎は八の字状で先端が互いに近寄る。眼は背甲前端近くの中央に寄り集まって配置し、前後2列に並び、前列はほぼ横並び、後列は多少前曲、つまり側眼が中眼よりやや前寄りにある。前列では中眼と側眼はほぼ接し、中眼同士は少し離れる。後列の中眼は菱形に変形しており、側眼は反射層が無くて黒く見える。上顎は短く、また牙も短く、牙堤歯(牙に対面する上顎内側にある隆起の上の歯状の突起)はない。歩脚は比較的短くて4対共にほぼ同じ長さ。その配置は基本的には前行性(前2対が前を向き、後ろ2対が後ろを向く)であるが、静止時の様子は横行性（カニグモなどに見る形で、前3対が前向き、後1対が後ろ向き）を思わせる特殊な形になる。糸疣は3対あり、その直前には篩板がある。篩板は左右2つに分かれるが、その境界は不明瞭になっている。前疣は太くて短く、2節からなる。中疣は円柱状で他の2対よりずっと小さい。後疣は大きくて2節からなり、その先端側の節が特に長くて内側に曲げることができる。肛丘はよく発達して楕円形になっており、多数の長い毛がある。

## 種と分布
世界に80種以上があり、その分布の中心は北アフリカから南ヨーロッパの地中海沿岸地域にある。特にカナリー諸島で種分化が進んでおり、対照的にアジア、太平洋地域、南アメリカでは希となっているが、一部の種は人為分布により世界的に見られる。
日本では以下の種が記録されている。
- Oecobius チリグモ属
  - O. cellariorum ヘヤチリグモ
  - O. concinnus マダラチリグモ
  - O. marathaus ネッタイチリグモ
  - O. navus チリグモ

この内でチリグモは本州以南で人家周辺に広く見られる普通種だが移入種と考えられており、他の3種も移入種と考えられている。